# جين بلوك
جين بلوك (بالإنجليزية: Jeanne Block)‏ هي عالمة نفس أمريكية، ولدت في 17 يوليو 1923 في تلسا في الولايات المتحدة، وتوفيت في 4 ديسمبر 1981.